# Koninklijke zoutziederij van Arc-et-Senans
De Koninklijke zoutziederij van Arc-et-Senans (Saline royale) is een voormalige instelling voor zoutwinning uit de 18e eeuw, ontworpen door de architect Claude-Nicolas Ledoux. De zoutziederij ligt in de gemeente Arc-et-Senans in het departement Doubs in Frankrijk. Sinds 1982 staat het complex op de Werelderfgoedlijst van UNESCO.

## Geschiedenis
De zoutziederij werd in opdracht van Lodewijk XVI gebouwd. Men koos Arc-et-Senans als locatie vanwege de nabijheid van het het woud van Chaux. Zo was er altijd voldoende brandhout aanwezig. Het pekelwater werd aangevoerd vanuit Salins-les-Bains via een houten pijpleiding van 20 km. De eerste steen werd gelegd op 15 april 1775. De bouw duurde tot 1779.
Met de Franse Revolutie kwam er in 1789 een einde aan het ancien régime. Hierop volgde de val van het zoutmonopolie en daarmee de afschaffing van de belasting op zout (de alom gehate gabelle). De zoutziederij kon niet uitgroeien volgens plan. De zoutziederij in de Franche-Comté kon niet opboksen tegen het zout gewonnen uit zeewater, dat door de komst van de spoorwegen over het hele land kon vervoerd worden. In 1895 werd de fabriek definitief gesloten nadat een breuk in de pijpleiding het aangevoerde pekelwater vervuilde.
In 1926 werden de gebouwen uitgeroepen tot historisch monument en vanaf 1927 werden ze gerestaureerd in opdracht van het departement Doubs. Tijdens de Tweede Wereldoorlog deed de site dienst als detentiekamp voor zigeuners. Tegenwoordig zijn de gebouwen geopend voor het publiek. Er is een museum gevestigd over de werken en de ideeën van Ledoux, met maquettes van zijn ontwerpen. Ook is er een museum over zoutwinning en worden er tijdelijke exposities georganiseerd.

## Architectuur

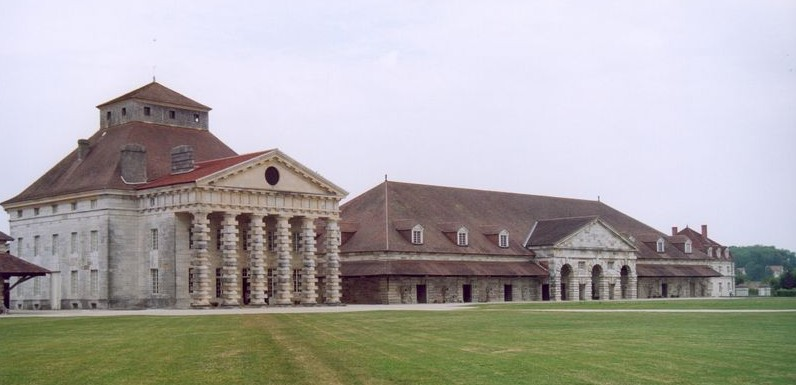
Directeurswoning en een fabrieksgebouw

Ledoux ontwierp een architecturaal ensemble in de vorm van een halve cirkel met een diameter van 370 meter. Binnen dit gebouwencomplex werden zowel de technische installaties als de woningen van de werknemers gevestigd. Het tegenwoordige complex bestaat uit 11 gebouwen.
De gebouwen zijn opgetrokken in neoklassieke stijl. Het huis van de directeur is geïnspireerd op de villa La Rotonda van Palladio in Vicenza (Italië).
Toen Ledoux tijdens de revolutie gevangen werd gezet, ontwierp hij een ideale stad, die rondom de zoutziederij gerealiseerd zou moeten worden. Dit project is nooit uitgevoerd.